# Chiang Fang-liang
Faina Chiang Fang-liang (蔣方良), nata Faina Ipat'evna Vachreva (in russo Фаина Ипатьевна Вахрева?; Ekaterinburg, 15 maggio 1916 – Taipei, 15 dicembre 2004) è stata la moglie del presidente della Repubblica Cinese Chiang Ching-kuo e first lady della Repubblica Cinese da Taiwan dal 20 maggio 1978 al 13 gennaio 1988.

## Biografia
Nata in una famiglia bielorussa emigrata a Ekaterinburg, nell'Impero russo, durante la prima guerra mondiale, rimase orfana in giovanissima età e fu cresciuta dalla sorella Anna. Membro del Komsomol, all'età di sedici anni lavorò per Chiang Ching-kuo, che sposò due anni dopo il 15 marzo 1935. La coppia ebbe quattro figli: tre maschi, Hsiao-wen, Hsiao-wu e Hsiao-yung, ed una femmina, Hsiao-chang. La coppia rimase per alcuni anni esiliata in Siberia sotto la direzione di Stalin, dato che il padre di Chiang Ching-kuo, Chiang Kai-shek, aveva espulso alcuni membri della sinistra dal Kuomintang (KMT). La coppia poté ritornare in Cina solo nell'aprile 1937. Nello Zhejiang, Chiang Fang-liang e suo marito tennero una seconda cerimonia di nozze.
Nel 1949 seguì il marito a Formosa.
Quando Chiang Ching-kuo nel 1978 fu eletto presidente della Repubblica Cinese, Fang-liang raramente adempì ai normali compiti che spettano alle first lady, in parte per non aver ricevuto un'istruzione formale ed in parte per l'incoraggiamento da parte del marito a non interessarsi alla politica. Per tale motivo, Chiang Fang-liang rimase quasi completamente al di fuori dell'attenzione pubblica e si conosce ben poco delle sue inclinazioni politiche. In seguito, Chiang Fang-liang non ritornerà mai più in Russia e nel corso della sua vita lascerà la Cina soltanto in tre occasioni, per fare visita ai figli, che vivevano tutti negli Stati Uniti (ad eccezione di Hsiao-wu, che invece era in Germania).
Nel 1992 ricevette la visita di una delegazione del suo paese, guidata dal sindaco di Minsk.
Dopo la morte di Chiang Ching-kuo, avvenuta nel 1988, anche i tre figli maschi di Chiang Fang-liang morirono: Hsiao-wen nel 1989, Hsiao-wu nel 1991 e Hsiao-yung nel 1996.
Ormai completamente uscita dalle scene pubbliche, Chiang Fang-liang morì di cancro ai polmoni il 15 dicembre 2004 presso il Taipei Veterans General Hospital all'età di 88 anni. Il suo funerale si tenne il 27 dicembre alla presenza di varie autorità pubbliche, compreso il presidente Chen Shui-bian.